# 三重県立尾鷲高等学校長島校
三重県立尾鷲高等学校長島校（みえけんりつ おわせこうとうがっこうながしまこう）は、三重県北牟婁郡紀北町に所在した公立の高等学校。三重県立尾鷲高等学校の分校であった。紀北町立中学校3校と連携型の中高一貫教育を行っていた。なお、尾鷲高等学校長島校は、2008年（平成20年）度から入学者の募集を停止し2010年（平成22年）3月いっぱいで閉校した。
校地は、紀北町立紀北中学校が改築のため同中学校の仮校舎として利用された後、2013年（平成25年）からは紀北町役場本庁舎として利用されている。

## 概要
校歌は長島高校の卒業生が作った。作詞は布施忍、作曲は芥川也寸志である。

### 設置していた学科
- 普通科
  - 類型[文理]
  - 類型[福祉]

## 沿革
現在の紀北町紀伊長島区内には、長島町外三村組合立紀北青年学校（1943年 - 1948年）や紀北実践女学校（1929年 - 1936年）、紀北実務中学校（1931年 - 1936年）という中等教育機関が旧制の教育課程の下に置かれていたが、いずれも長島校の前身とは位置付けられていない。

### 開校の経緯
1948年（昭和23年）の春に三重県議会議員の山崎市太郎と当時の長島町町長、二郷村村長、二郷村議会議長が集まり、地域に高等学校を作ろうという話が挙がった。その後、議会での協議の結果、尾鷲高等学校の分校を誘致することにし、運動を展開、同年8月1日に夜間定時制課程の三重県尾鷲高等学校長島分校が開校した。9月1日より二郷小学校の2教室を借用して授業を開始した。

### 全日制への移行
1950年（昭和25年）に尾鷲高校からの独立と同時に昼間部の募集を開始した。しかし、1953年（昭和28年）3月の第2回卒業式に問題が発生する。この時、履修すべき単位を3年間ですべて修得した昼間部の1期生が、「定時制課程の修業年限は4年以上」となっていたため、卒業できないという事態となったのである。これは長島校への全日制課程設置運動に発展し、三重県庁に何度も陳情へ訪れた。しかし、県は陳情を受け入れず、暫定的に長島町他三ヵ町村学校組合立長島高等学校が定時制課程に併設される形で設立された。設置学科は定時制課程とまったく同じであった。その後、県立移管を果たすために近隣町村に対して長島高校への進学を求めたり、校舎増築のための募金活動を行ったりして、ようやく1954年（昭和29年）に県立全日制の長島高校への移行が実現した。

### 年表
- 1948年（昭和23年）8月1日 - 三重県尾鷲高等学校長島分校として開校
- 1950年（昭和25年） - 独立して三重県立長島高等学校となる。普通科・家庭科を設置。
- 1952年（昭和27年）7月 - 校舎落成[5]。
- 1953年（昭和28年）4月 - 全日制課程の長島町他三ヵ町村学校組合立長島高等学校を定時制課程の三重県長島高等学校に併設[6]。
- 1954年（昭和29年）
  - 3月3日 - 県立全日制移管を祝して大提灯行列を実施[6]。
  - 4月 - 女子制服を制定 [6]。
  - 6月 - 第三棟校舎落成 [6]。
- 1956年（昭和31年） - 第11回国民体育大会に女子バレーボール部が三重県代表として出場[7]。
- 1958年（昭和33年） - 校歌制定[2]。
- 1959年（昭和34年）1月 - 体育館完成[2]。
- 2005年（平成17年） - 尾鷲高等学校に再統合、長島校となる。
- 2008年（平成20年） - 生徒募集停止。
- 2010年（平成22年）3月31日 - 閉校。

## 著名な出身者
- 浜田知明（元プロ野球選手）
- 中野みき（フリーアナウンサー）